# Лилиенфельд, Яков Генрих
Яков Генрих фон Лилиенфельд (1716—1785) — прибалтийский немецкий драматург и публицист. Тайный советник.

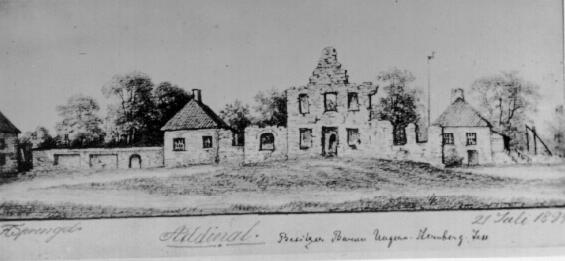
Мыза Андья

## Биография
Родился в Эстляндской губернии (на мызе Андья) в 1716 году, через пять лет после старшего брата Карла; был пятым (из десяти) ребёнком в семье Карла Густава Лилиенфельда (старшего).
Поступил в Шляхетный кадетский корпус 4 апреля 1732 года. В 1740 году Иностранной коллегией был отправлен в Париж, где в 1741—1743 годах состоял секретарём в посольстве русского дипломата князя Антиоха Кантемира. Со службы его отозвали по причине того, что его невестка София, фрейлина Анны Леопольдовны, попала в немилость императрицы Елизаветы Петровны из-за подозрения в участии в планах государственного переворота (дело Лопухиной). Около месяца находился в тюрьме. Брата с женой отправили в ссылку в Сибирь, а Якову Лилиенфельду было предложено на выбор: служба в действующей армии или выход в отставку с чином майора. Лилиенфельд предпочёл последнее.
Возвратившись в Лифляндию, он выкупил заложенное отцовское имение Мыйсамаа  (эст.), продал его и купил себе имение Dfqlf  (эст.), недалеко от Ревеля. 13 марта 1746 года Лилиенфельд женился на Кристине фон Фик (1722—1788), наследнице поместий в Пыльтсамаа (Neu-Oberpahlen)  (эст.) и в Каагвере  (эст.). В семье родилось шесть детей (один умер в младенчестве). В 1747 году фамилия Лилиенфельда, уже с 1650 года числившаяся среди имен шведских дворян, была занесена в дворянский матрикул Лифляндии. С воцарением Екатерины II в 1747 году Лилиенфельд был возвращён ко двору. Его назначили государственным советником голштинского наместника, затем он получил чин тайного советника.
Поселившись в Прибалтике, он стал здесь известным в Лифляндии литератором—драматургом, эссеистом и автором стихов. Большей частью благодаря ему Пыльтсамаа стал одним из важнейших просветительских центров в Прибалтике в XVIII веке. В 1770 году он основал в Пыльтсамаа фабрику по производству пудры, где работали крестьяне. На фабрике изготовляли белую пудру для волос и цветную для лица, продававшуюся еще несколько десятков лет после смерти Лилиенфельда.
Умер в Риге 1 (12) июля 1785 года.
Лилиенфельд много работал над вопросом о положении прибалтийских крестьян и в рукописях сохранилось много его сочинений по этому вопросу; из них особенного внимания заслуживают два: одно, написанное на премию по предложению Императорского вольно-экономического общества в Петербурге — «Ueber das Eigenthum und die Freiheit der Bauern» («О собственности и свободе крестьян»); другое, представленное автором в 1780 году на обсуждение лифляндского дворянства — «Ein Plan Livlands Glück zu befördern» («Проект благополучия Лифляндии»). Также, свои досуги он посвящал литературным и научным занятиям; им было напечатано несколько стихотворений, две комедии — «Der Neujahrswunsch» (1758) и «Uranie oder die Verwandschaft der Liebe und Freundschaft» (1767?), а также трактат о новом государственном строительстве («Neues Staatsgebäude», в 3-х частях; Лейпциг, 1767). В 1778 он издал своё сочинение «Versuch einer neuen Teodicee».

## Семья
- Helena Henriette (1747—1770)
- Петер (1749—1771)
- Аврора-Мария (Мария Андреевна; 20.12.1752—10.05.1810), с  23.03.1778 замужем за К. И. Рённе
- Карл (1754—1835)
- Кристина Якобина (1757–1824), была замужем за Фридрихом Вильгельмом фон Сиверсом.